# نهى يسري
يسرى حلمي (مواليد 7 فبراير 1992)، لاعبة تنس طاولة مصرية، مثّلت مصر في دورة بكين 2008. من الطريف انه تم ذكر اسمها في مسلسل نظرية الانفجار الكبير(Big Bang Theory) 

## المشاركة الأولمبية

### بكين 2008
| الرياضيّة | الحدث | الدور التمهيدي                   | الدور 1          | الدور 2          | الدور 3          | الدور 4          | ربع النهائي      | نصف النهائي      | النهائي / م ب    | النهائي / م ب |
| الرياضيّة | الحدث | المنافِسَة النتيجة                 | المنافِسَة النتيجة | المنافِسَة النتيجة | المنافِسَة النتيجة | المنافِسَة النتيجة | المنافِسَة النتيجة | المنافِسَة النتيجة | المنافِسَة النتيجة | الترتيب       |
| -------- | ----- | -------------------------------- | ---------------- | ---------------- | ---------------- | ---------------- | ---------------- | ---------------- | ---------------- | ------------- |
| نهى يسري | فردي  | سوروتشينسكايا (أوكرانيا) · خ 0–4 | لم تتأهل         | لم تتأهل         | لم تتأهل         | لم تتأهل         | لم تتأهل         | لم تتأهل         | لم تتأهل         | لم تتأهل      |